# Frank Coombs (Politiker)

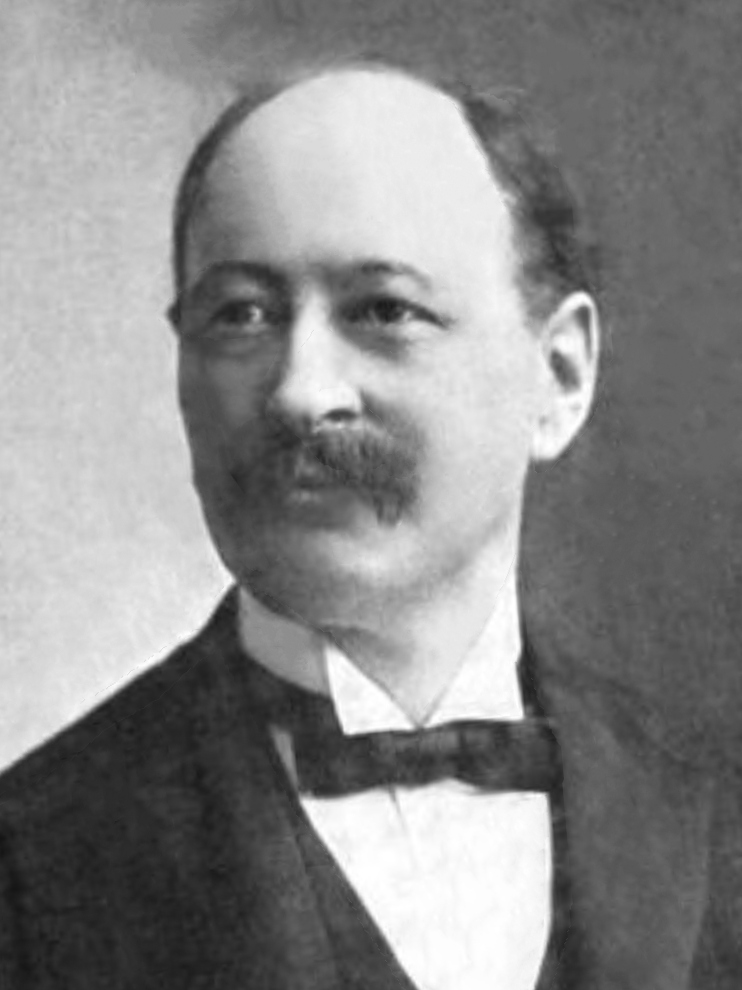
Frank Coombs

Frank Leslie Coombs (* 27. Dezember 1853 in Napa, Kalifornien; † 5. Oktober 1934 ebenda) war ein US-amerikanischer Politiker. Zwischen 1901 und 1903 vertrat er den Bundesstaat Kalifornien im US-Repräsentantenhaus. Außerdem war er in den Jahren 1892 und 1893 Botschafter der Vereinigten Staaten in Japan.

## Werdegang
Frank Coombs besuchte die öffentlichen Schulen seiner Heimat und danach die Dorchester High School in Boston. Nach einem anschließenden Jurastudium an der Columbian University, der heutigen George Washington University, in Washington, D.C. und seiner 1875 erfolgten Zulassung als Rechtsanwalt begann er in seinem Geburtsort Napa in diesem Beruf zu arbeiten. Zwischen 1880 und 1885 war er Bezirksstaatsanwalt im Napa County. Gleichzeitig schlug er als Mitglied der Republikanischen Partei eine politische Laufbahn ein. Zwischen 1887 und 1889 sowie nochmals von 1891 bis 1897 saß er als Abgeordneter in der California State Assembly; in den Jahren 1891 und 1897 war er Präsident dieser Kammer. Nach dem Tod des US-Gesandten in Japan, John Franklin Swift, wurde Coombs zu dessen Nachfolger im fernöstlichen Kaiserreich ernannt. Diesen Posten hatte er zwischen Juni 1892 und August 1893 inne; sein Nachfolger wurde Edwin Dun. Von April 1898 bis April 1899 bekleidete Coombs das Amt des State Librarian of California; von 1899 bis 1901 war er Bundesstaatsanwalt für den nördlichen Distrikt von Kalifornien.
Bei den Kongresswahlen des Jahres 1900 wurde Coombs im ersten Wahlbezirk von Kalifornien in das US-Repräsentantenhaus in Washington gewählt, wo er am 4. März 1901 die Nachfolge von John All Barham antrat. Da er im Jahr 1902 nicht bestätigt wurde, konnte er bis zum 3. März 1903 nur eine Legislaturperiode im Kongress absolvieren. Nach dem Ende seiner Zeit im US-Repräsentantenhaus praktizierte Coombs wieder als Anwalt in Napa. Zwischen 1921 und 1923 sowie nochmals von 1925 bis 1927 war er erneut Abgeordneter im kalifornischen Staatsparlament. Er starb am 5. Oktober 1934 in Napa.